# Antoniuskirche (Warschau-Innenstadt)

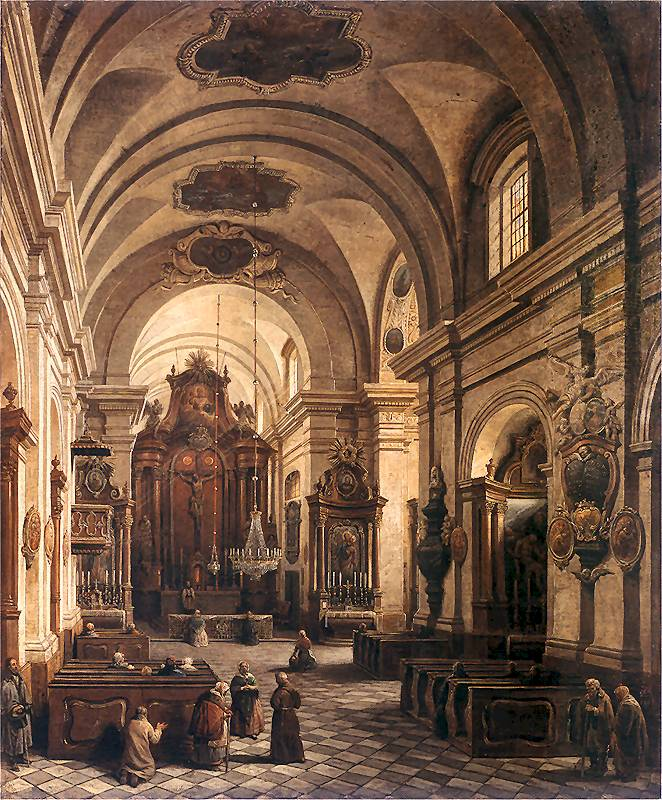
Innenraum von Marcin Zaleski

Die  Antoniuskirche (polnisch Kościół św. Antoniego z Padwy w Warszawie) in Warschau ist eine römisch-katholische Kirche an der Ulica Senatorska in der Warschauer Innenstadt.

## Geschichte
Die Kirche wurde nach der Belagerung von Smolensk (1609–1611) als Votivkirche von König Sigismund III. Wasa gestiftet. Sie wurde später den Franziskanern übergeben. Die Kirche und das Kloster wurde während der Schwedischen Sintflut 1657 von den Truppen von Georg II. Rákóczi zerstört und von 1668 bis 1680 von Simone Giuseppe Belotti wieder aufgebaut. Die Kirchweihe erfolgte 1679 durch Bischof Stefan Wierzbowski. Die Innenausstattung geht auf Johann Georg Plersch zurück. Die Kirche wurde von den Königen Johann III. Sobieski und August dem Starken oft besucht. 1766 versteckte sich Giacomo Casanova im Kloster an der Kirche vor Franciszek Ksawery Branicki. Die Kirche wurde während des Warschauer Aufstands 1944 stark beschädigt und nach dem Zweiten Weltkrieg von 1950 bis 1956 unter der Leitung von Karol Szymański wieder aufgebaut. Die erneute Weihe erfolgte 1969 durch Kardinal Stefan Wyszyński.

## Geographische Lage
Die Kirche befindet sich unweit der Warschauer Altstadt, jedoch außerhalb deren Stadtmauern.